# Short track na Zimowych Igrzyskach Olimpijskich Młodzieży 2012 – bieg na 1000 m dziewcząt
Pierwszą konkurencją w Short tracku był bieg na 1000m dziewcząt. Bieg ten rozstrzygną się w dniu 18 stycznia w hali Olympiaworld Innsbruck. Młodzieżową mistrzynią olimpijską została Korea Południowa Koreanka Shim Suk-hee, srebro wywalczyła Chinka Xu Aili. Natomiast brązowy krążek wywalczyła Japonka Sumire Kikuchi.

## Wyniki

### Ćwierćfinały
| Pozycja | Grupa | Nr | Zawodnik           | Państwo          | Czas     | Uwagi |
| ------- | ----- | -- | ------------------ | ---------------- | -------- | ----- |
| 1       | 1     | 11 | Shim Suk-hee       | Korea Południowa | 1:37.066 | QSAB  |
| 2       | 1     | 9  | Daria Gonczarowa   | Kazachstan       | 1:37.822 | QSAB  |
| 3       | 1     | 13 | Anna Gamorina      | Rosja            | 1:50.594 | QSCD  |
|         | 1     | 15 | Marija Dołgopołowa | Ukraina          | DNF      |       |
| 1       | 2     | 10 | Park Hyun-jung     | Korea Południowa | 1:36.331 | QSAB  |
| 2       | 2     | 7  | Arianna Sighel     | Włochy           | 1:38.102 | QSAB  |
| 3       | 2     | 12 | Aafke Soet         | Holandia         | 1:38.302 | QSCD  |
| 4       | 2     | 1  | Melanie Brantner   | Austria          | 1:46.275 | QSCD  |
| 1       | 3     | 2  | Qu Chunyu          | Chiny            | 1:39.607 | QSAB  |
| 2       | 3     | 6  | Nicole Martinelli  | Włochy           | 1:39.809 | QSAB  |
| 3       | 3     | 4  | Elisabeth Witt     | Niemcy           | 1:42.928 | QSCD  |
|         | 3     | 5  | Tímea Tóth         | Węgry            | DNF      |       |
| 1       | 4     | 3  | Xu Aili            | Chiny            | 1:36.614 | QSAB  |
| 2       | 4     | 8  | Sumire Kikuchi     | Japonia          | 1:36.670 | QSAB  |
| 3       | 4     | 14 | Lin Yu-tzu         | Tajpej           | 1:39.749 | QSCD  |
| 4       | 4     | 16 | Sarah Warren       | USA              | 1:40.397 | QSCD  |

### Półfinały
| Pozycja | Półfinał | Nr | Zawodnik          | Państwo          | Czas     | Uwagi |
| ------- | -------- | -- | ----------------- | ---------------- | -------- | ----- |
| 1       | C/D 1    | 14 | Lin Yu-tzu        | Tajpej           | 1:39.539 | QC    |
| 2       | C/D 1    | 4  | Elisabeth Witt    | Niemcy           | 1:39.667 | QC    |
| 3       | C/D 1    | 1  | Melanie Brantner  | Austria          | 1:47.437 | QD    |
| 1       | C/D 2    | 13 | Anna Gamorina     | Rosja            | 1:44.645 | QC    |
| 2       | C/D 2    | 16 | Sarah Warren      | USA              | 1:45.006 | QC    |
| 3       | C/D 2    | 12 | Aafke Soet        | Holandia         | 1:45.165 | QD    |
| 1       | A/B 1    | 11 | Shim Suk-hee      | Korea Południowa | 1:34.809 | QA    |
| 2       | A/B 1    | 3  | Xu Aili           | Chiny            | 1:35.362 | QA    |
| 3       | A/B 1    | 9  | Daria Gonczarowa  | Kazachstan       | 1:36.487 | QB    |
| 4       | A/B 1    | 7  | Arianna Sighel    | Włochy           | 1:37.609 | QB    |
| 1       | A/B 2    | 10 | Park Hyun-jung    | Korea Południowa | 1:33.823 | QA    |
| 2       | A/B 2    | 8  | Sumire Kikuchi    | Japonia          | 1:35.301 | QA    |
| 3       | A/B 2    | 6  | Nicole Martinelli | Włochy           | 1:36.620 | QB    |
| 4       | A/B 2    | 2  | Qu Chunyu         | Chiny            | PEN      |       |

### Finały
| Pozycja | Finał | Nr | Zawodnik          | Państwo          | Czas     |
| ------- | ----- | -- | ----------------- | ---------------- | -------- |
| 1       | D     | 12 | Aafke Soet        | Holandia         | 1:40.885 |
| 2       | D     | 1  | Melanie Brantner  | Austria          | 1:46.885 |
| 1       | C     | 13 | Anna Gamorina     | Rosja            | 1:38.042 |
| 2       | C     | 14 | Lin Yu-tzu        | Tajpej           | 1:39.185 |
| 3       | C     | 4  | Elisabeth Witt    | Niemcy           | 1:40.980 |
| 4       | C     | 16 | Sarah Warren      | USA              | 1:50.026 |
| 1       | B     | 6  | Nicole Martinelli | Włochy           | 1:47.451 |
| 2       | B     | 7  | Arianna Sighel    | Włochy           | 2:13.756 |
|         | B     | 9  | Daria Gonczarowa  | Kazachstan       | PEN      |
|         | A     | 11 | Shim Suk-hee      | Korea Południowa | 1:31.661 |
|         | A     | 3  | Xu Aili           | Chiny            | 1:33.351 |
|         | A     | 8  | Sumire Kikuchi    | Japonia          | 1:34.254 |
|         | A     | 10 | Park Hyun-jung    | Korea Południowa | YC       |